# Euphorbia corniculata
Euphorbia corniculata ist eine Pflanzenart aus der Gattung Wolfsmilch (Euphorbia) in der Familie der Wolfsmilchgewächse (Euphorbiaceae).

## Beschreibung
Die sukkulente Euphorbia corniculata wächst als kleiner Strauch, der sich aus der Basis heraus verzweigt und bis 15 Zentimeter hoch wird. Er besitzt eine faserige Wurzel und die sechs- bis achtkantigen Triebe sind etwa stielrund und erreichen einen Durchmesser bis zu 1,5 Zentimeter. An den Kanten der Triebe sind hervorstehende Warzen angeordnet, die von den Dornschildchen fast vollständig überzogen sind. Die Warzen sind metallisch grau gefärbt und die ovalen Dornschildchen bis 1,25 Zentimeter lang und 1 Zentimeter breit. Die Dornen werden bis 8 Millimeter, die Nebenblattdornen bis 1,5 Millimeter lang.

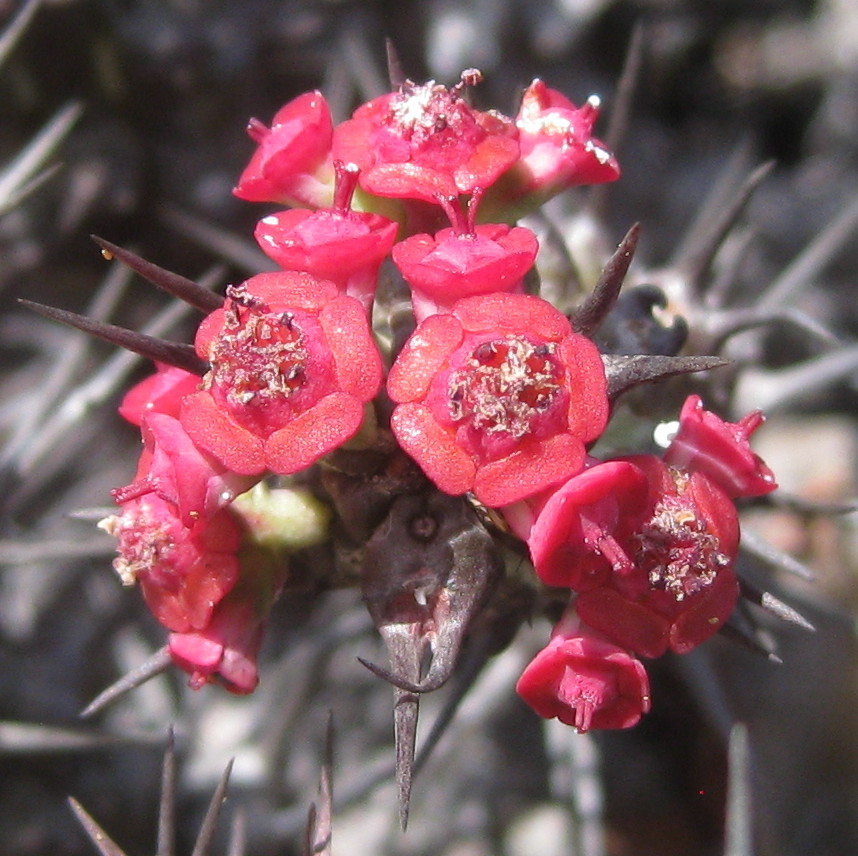
Blütendetail

Es werden einzelne, einfache und nahezu sitzende Cymen ausgebildet. Die Cyathien erreichen 3,5 Millimeter im Durchmesser. Die länglichen Nektardrüsen sind blutrot gefärbt und stoßen gerade so aneinander. Der Fruchtknoten ist nahezu sitzend angeordnet. Über die Frucht und den Samen ist nichts bekannt.

## Verbreitung und Systematik
Euphorbia corniculata ist in Mosambik, im Südosten der Provinz Niassa auf Felsen in etwa 400 Meter Höhe verbreitet.
Die Erstbeschreibung der Art erfolgte 1949 durch Robert Allen Dyer.